# Sam Hornish, Jr.
Samuel Jon Hornish, Jr.  (Defiance, Ohio, 2 de julio de 1979) es un piloto de automovilismo estadounidense. Se destacó en la IndyCar Series, donde fue campeón en 2001, 2002 y en 2006, obteniendo 19 victorias, destacándose una en las 500 Millas de Indianápolis de 2006, y 47 podios.
Luego compitió en la Copa NASCAR, donde obtuvo tres top 5, y en la NASCAR Nationwide Series, donde consiguió cinco victorias y 38 top 10.

## Inicios de su carrera
- 1991 a 1995: Karting

- 1996 a 1998: Participa en la Fórmula 2000 estadounidense.

- 1999: Compite en la Fórmula Atlantic. Pasa la prueba para entrar como novato a la IndyCar Series en el año 2000.

## IndyCar Series
- 2000: Primera temporada en IndyCar Series, con el equipo PDM Racing. Su mejor resultado es un tercer lugar en Las Vegas Motor Speedway.
- 2001: Campeón con el equipo Panther Racing, teniendo en su haber tres triunfos y dos pole position. Se convierte en el campeón más joven en el historial de la IndyCar, con 21 años al momento de titularse.
- 2002: Nuevamente es campeón con el equipo Panther, ahora con cinco victorias y dos pole position.
- 2003: Logra el quinto lugar en el campeonato con tres triunfos y dos pole position.
- 2004: Hornish se pasa al equipo Penske Racing. Termina séptimo en el campeonato con una victoria.
- 2005: Tercero en el campeonato con dos victorias y tres pole positions.
- 2006: Campeón de IndyCar Series con 4 victorias en un apretado campeonato con Dan Wheldon que quedó empatado en puntos pero Hornish Jr quedó campeón por tener más victorias y su compañero de equipo Helio Castroneves quedó a 2. También en ese año, logró ganar su primera Indy 500, pasando en la última recta de la última vuelta, a Marco Andretti.
- 2007: En su último año en la categoría, no fue contendiente a ganar el campeonato. Logró 1 victoria, cuatro podios, y terminó quinto en el campeonato.

## NASCAR

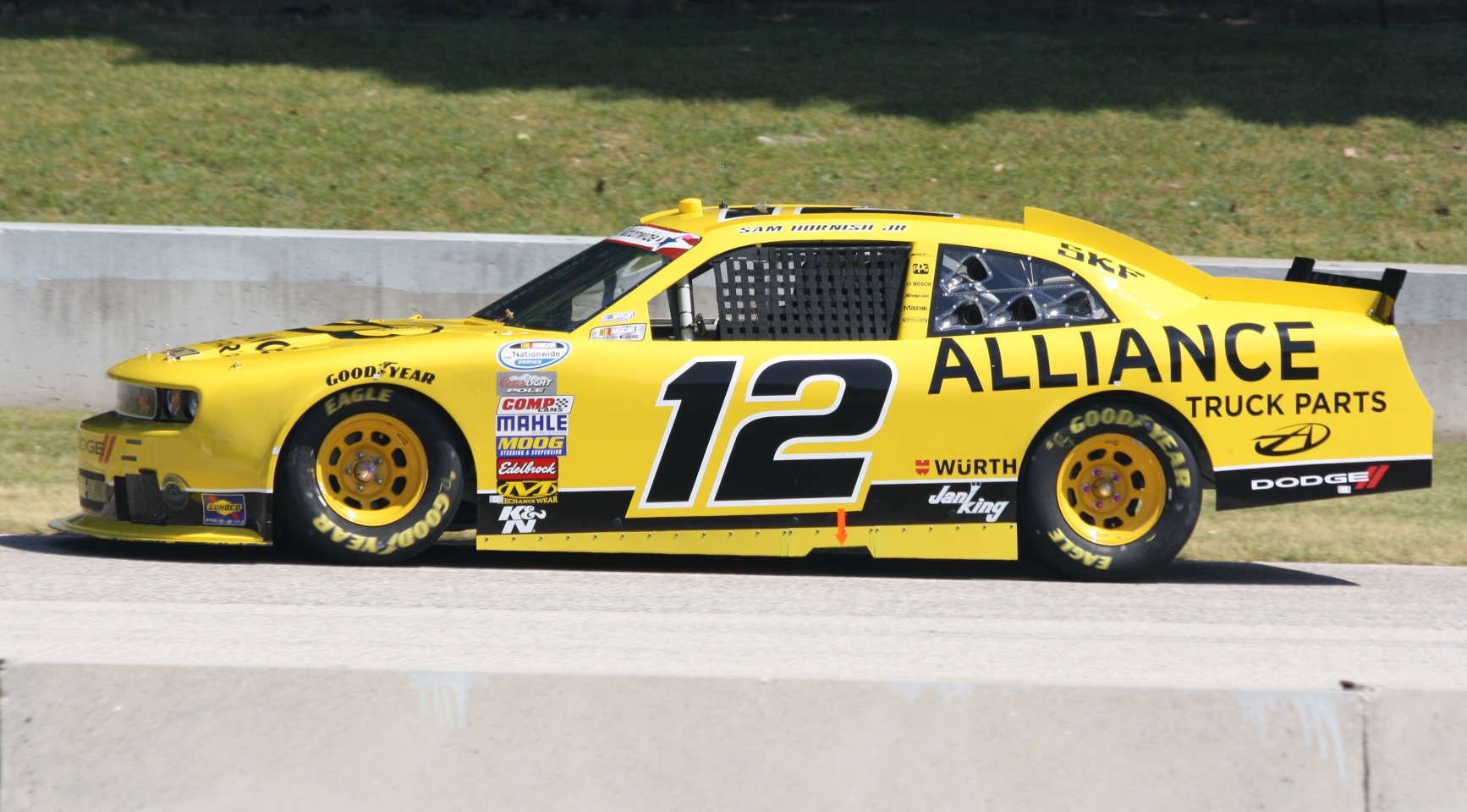
Sam Hornish Jr. en la carrera de la Nationwide Series en Road America 2012.

Sam Hornish Jr. debutó en NASCAR Busch Series en 2006, conduciendo el Dodge n.º 39 para Penske Racing, en la penúltima carrera de la temporada, en Phoenix, donde terminó 36. Disputó la fecha siguiente, en Homestead, y terminó 43. Para el año siguiente, Hornish disputó 9 carreras por la Busch Series, donde no logró ni siquiera un top 10. No obstante, él participó de dos carreras en la Copa Sprint, sin buenos resultados. Aparte de sus participaciones de NASCAR, participó de una carrera por ARCA, donde terminó segundo, y de la carrera de resistencia de Grand-Am, las 24 Horas de Daytona donde terminó noveno conduciendo un Riley para Mike Shank.
En 2008, Hornish disputó la temporada completa en la Copa Sprint, conduciendo la Dodge n.º 77 para Penske Racing, cosa que haría hasta el 2010. En esos 3 años, Hornish, pocas veces, fue capaz de lograr buenos resultados en carreras. Tuvo como mejor año el 2009, cuando concluyó 28 en el campeonato, logrando 2 top 5, y 7 top 10. Entre esos años, disputó 9 carreras en la Nationwide Series y 1 en la NASCAR Truck Series, donde logró un noveno en la fecha de Martinsville de la Truck.
Para 2011, Hornish se quedó sin asiento en la Copa Sprint, debido al alejamiento del espónsor, Mobil 1. Pero, él disputó un calendario parcial en la Nationwide Series para Penske.
Él compitió en 13 carreras y logró seis top 10, para terminar en el puesto 23 en el campeonato. Hornish también consiguió su primer triunfo en la NASCAR Nationwide Series durante la Wypall 200 en el Phoenix International Raceway, el lugar donde logró su primera victoria en IndyCar. También se convirtió en el primer piloto en ganar en la nueva configuración de Phoenix International Raceway. También corrió una carrera en la Copa con un Ford de Bob Jenkins, donde terminó en el puesto 35.
Hornish regresó a la Nationwide en 2012, pero en esta ocasión para una temporada completa, conduciendo una Dodge para Penske. A pesar de no ganar una carrera en el año, Hornish demostró tener mayor consistencia en las carreras, y terminó cuarto en el campeonato, con 10 top 5, y 22 top 10. También compitió en la Copa NASCAR en 20 carreras para dicho equipo, la mayoría de ellas, como reemplazante de A.J. Allmendinger quién fue suspendido por dopaje. Hornish logró como mejor resultado un quinto puesto en Watkins Glen.
En 2013, en la Nationwide Hornish consiguió 1 victoria, 16 top 5, y 25 top 10, pero aun así tuvo que conformarse con el subcampeonato debido a que quedó a tres puntos por detrás del quien se consagró campeón, Austin Dillon. Al año siguiente, Hornish pasó a competir en la Nationwide en un programa parcial con un Toyota de Joe Gibbs Racing; en 8 carreras acumuló un triunfo y 4 top 5.
Richard Petty Motorsports contrató a Hornish para conducir uno de sus Ford en la Copa NASCAR en 2015. No obstante, Hornish obtuvo solamente 3 top 10 en camino al puesto 26 en la tabla general. Además corrió tres carreras de la NASCAR Xfinity Series con un Ford de Fred Biagi, sin resultado destacables.
En 2016, disputó solo cuatro carreras en la NASCAR Xfinity Series entre un Toyota de Joe Gibbs y un Chevrolet de Richard Childress, con una victoria y tres top 5.

## Resultados

### IndyCar Series
(Clave) (negrita indica pole position) (cursiva indica vuelta rápida)

| Año     | Equipo         | Chasis  | Motor      | 1      | 2       | 3       | 4        | 5        | 6       | 7       | 8       | 9       | 10    | 11      | 12      | 13      | 14      | 15    | 16      | 17    | Pos. | Puntos |
| ------- | -------------- | ------- | ---------- | ------ | ------- | ------- | -------- | -------- | ------- | ------- | ------- | ------- | ----- | ------- | ------- | ------- | ------- | ----- | ------- | ----- | ---- | ------ |
| 2000    | PDM Racing     | G-Force | Oldsmobile | WDW 20 | PHX Ret | LSV 3   |          |          | PPI 19  | ATL     | KTY 9   | TXS 27  |       |         |         |         |         |       |         |       | 21.º | 110    |
| 2000    | PDM Racing     | Dallara | Oldsmobile |        |         |         | INDY Ret | TXS Ret  |         |         |         |         |       |         |         |         |         |       |         |       | 21.º | 110    |
| 2001    | Panther Racing | Dallara | Oldsmobile | PHX 1  | HMS 1   | ATL 4   | INDY 14  | TXS 3    | PPI 2   | RIR 2   | KAN 2   | NSH 6   | KTY 3 | STL 3   | CHI 2   | TX2 1   |         |       |         |       | 1.º  | 503    |
| 2002    | Panther Racing | Dallara | Chevrolet  | HMS 1  | PHX 3   | CAL 1   | NZR 17   | INDY 25  | TXS Ret | PPI 3   | RIR 1   | KAN 2   | NSH 3 | MIS 7   | KTY 2   | STL 5   | CHI 1   | TX2 1 |         |       | 1.º  | 531    |
| 2003    | Panther Racing | Dallara | Chevrolet  | HMS 10 | PHX Ret | JPN 6   | INDY Ret | TXS 10   | PPI 5   | RIR 4   | KAN Ret | NSH 11  | MIS 2 | STL 6   | KTY 1   | NZR 2   | CHI 1   | CAL 1 | TX2 Ret |       | 5.º  | 461    |
| 2004    | Team Penske    | Dallara | Toyota     | HMS 1  | PHX 15  | JPN Ret | INDY Ret | TXS 4    | RIR 11  | KAN 8   | NSH 2   | MIL 3   | MIS 4 | KTY 14  | PPI Ret | NZR 11  | CHI 6   | CAL 4 | TX2 Ret |       | 7.º  | 387    |
| 2005    | Team Penske    | Dallara | Toyota     | HMS 2  | PHX 1   | STP Ret | JPN 7    | INDY Ret | TXS 2   | RIR Ret | KAN 12  | NSH 2   | MIL 1 | MIS 5   | KTY 7   | PPI 2   | SNM 17  | CHI 3 | WGL 7   | CAL 5 | 3.º  | 512    |
| 2006    | Team Penske    | Dallara | Honda      | HMS 3  | STP 8   | JPN 4   | INDY 1   | WGL 12   | TXS 4   | RIR 1   | KAN 1   | NSH Ret | MIL 2 | MIS Ret | KTY 1   | SNM 9   | CHI 3   |       |         |       | 1.º  | 475    |
| 2007    | Team Penske    | Dallara | Honda      | HMS 3  | STP 7   | JPN 5   | KAN 6    | INDY 4   | MIL 9   | TXS 1   | IOW Ret | RIR 15  | WGL 2 | NSH 4   | MDO 14  | MIS Ret | KTY Ret | SNM 5 | DET 12  | CHI 3 | 5.º  | 465    |
| Fuente: |                |         |            |        |         |         |          |          |         |         |         |         |       |         |         |         |         |       |         |       |      |        |